# Jules Jaeger
Pour les articles homonymes, voir De Jager ou De Jaeger et Jaeger.
Ne doit pas être confondu avec Jules-Albert Jaeger.
Jules Jaeger est un homme politique français né le 25 février 1864 à Strasbourg (Bas-Rhin) et décédé le 15 février 1935 à Hochfelden (Bas-Rhin).
Docteur en droit, il est notaire à Rombas, puis à Hochfelden. Il est l'un des fondateurs de la ligue nationale alsacienne et un opposant à la présence allemande. Il est emprisonné pendant la durée de la guerre par les Allemands. Il est député du Bas-Rhin de 1919 à 1924, inscrit au groupe de l'Entente républicaine démocratique.

## Sources
- « Jules Jaeger », dans le Dictionnaire des parlementaires français (1889-1940), sous la direction de Jean Jolly, PUF, 1960 [détail de l’édition]
- Léon Strauss, « Jules Othon (Otto) Jaeger », in Nouveau dictionnaire de biographie alsacienne, vol. 18, p. 1779